# Rat Pack (Obitelj Soprano)
"Rat Pack" je 54. epizoda HBO-ove televizijske serije Obitelj Soprano i druga u petoj sezoni serije. Napisao ju je Matthew Weiner, režirao Alan Taylor, a originalno je emitirana 14. ožujka 2004.

## Radnja
Tony se u malom restoranu sastaje s izvođačem radova Jackom Massaroneom kako bi razgovarali o zajedničkom projektu. Massarone mu poklanja sliku članova Rat Packa Franka Sinatre, Deana Martina i Sammyja Davisa, Jr. te pokuša navesti Tonyja da mu otkrije svoje veze s vladinim dužnosnicima. Tony izbjegava izravne odgovore, a ostaje mu nepoznato da Massarone ispod kape nosi mikrofon, jer se pridružio Adriani i Raymondu Curtu kao FBI-ev doušnik. Raymond provodi vrijeme u sjedištu FBI-a ispravljajući neartikulirane riječi sa sastanaka koje je snimio. 
Dok se Tony i Stric Junior podsjećaju na Juniorove mlade dane, iz New Yorka stiže vijest kako je umro Carmine Lupertazzi. Junior se počne gubiti jer teško prihvaća koliko je njegovih prijatelja umrlo. Tijekom sprovoda, izbija sukob između Little Carminea i Johnnyja Sacka oko očenaša smještenih u Carmineovu lijesu. Little Carmine kaže kako je Ginny Sack u lijes ubacila očenaše Opus Deia bez njegova znanja te naziva Opus Dei "fundamentalističkim kultom" i počne se svađati s Johnnyjem. Iako se zbližio sa Sackom dok mu je otac umirao, Little Carmine kaže kako tople riječi koje mu je uputio nisu bile iskrene. Tony i ostali nazočni načuju razgovor.  
Tony je zabrinutiji zbog povratka svoga rođaka, Tonyja Blundetta. Sastaje se s Tonyjem B. u kući njegove majke. Tony B. ga pozdravlja u broj prevelikom kičastom odijelu i cipelama iz osamdesetih. Na zabavi dobrodošlice, Tony kaže okupljenima kako mu je rođak bio važan tijekom djetinjstva te objašnjava kako ga je obitelj zvala "Tony-Uncle-Johnny", a njegova rođaka "Tony-Uncle-Al", kako bi ih mogli razlikovati prema očevima. Tony-Uncle-Al nije voljan vratiti se obiteljskom poslu kako to njegov rođak želi. Blundetto kaže Tonyju kako je u zatvoru uspio steći diplomu masažera te na taj način želi početi ispočetka, ovaj put potpuno zakonito. Želi pokušati živjeti normalnim životom te se zapošljava kao dostavljač posteljine. Iako pomalo razočaran, Tony podupire odluku svojeg rođaka.
Adriana kasnije u kućnom kinu Sopranovih gleda dramu iz 1941. Građanin Kane s Orsonom Wellesom, zajedno s Carmelom, Rosalie, Janice, Gabriellom Dante i još jednom Carmelinom prijateljicom. FBI-evo upozorenje o zabrani ilegalnog umnožavanja i distribuiranja filma na početku videa neke pomalo uznemiruje, uključujući Adrianu. Žene kasnije razgovaraju o filmu, a Adriana otkriva što je pupoljak značio protagonistu. Razgovor kreće u smjeru Carmelina potencijalnog razvoda te o njihovim vlastitim mlakim brakovima, uključujući Janicein, koja je u grupi novopečena mladenka, te kako je romantika nestala iz njezina braka. Prigovara kako njezin muž nije pronašao "pupoljak".
Adriana se kasnije sastaje s agenticom Sanseverino. Muči je odavanje informacija o ostalima i to što Sanseverino govori samo o poslu. Sanseverino kaže Adriani da je sada s pozitivcima te otkriva zašto je postala agent FBI-a. Dečko njezine sestre prodao je njezin televizor za šest pištolja. Pet ih je prodao tinejdžerima, a šesti iskoristio kako bi razbio kokos. Pištolj je opalio, a njezina je sestra ustrijeljena te ostala paraplegičarka. Postala je agentica FBI-a kako bi se bavila ljudima kao što je bivši dečko njezine sestre. Adriana obriše suze, shvativši kako njezina situacija i nije toliko loša. 
Međutim, doušništvo Jacku Massaroneu ne ide tako dobro. Tony posumnja u njega nakon što dobije obavijest od Patsyja Parisija da je njihov prethodni sastanak bio ozvučen; Tony je siguran da njega nitko nije pratio. Tony dogovara sastanak s Massaroneom kako bi ga ispipao, ispostavlja se doslovno. Na sastanku, Tony zagrli Massaronea pozdravljajući ga i istodobno tražeći mikrofon, ne shvaćajući kako se on nalazi ispod bejzbolske kape koju Masssarone nosi. Pitajući ga za zdravlje, u šali prepipa Massaroneova prsa u potrazi za prisluškivačem. Massarone se nađe u neugodnoj situaciji, a Tony ga razuvjerava. Tony kasnije svojoj ekipi kaže kako nije mogao reći je li Massarone doušnik. Nekoliko trenutaka kasnije primjećuje kako je Jack spomenuo da je Tony smršavio, što se ostatku ekipe čini sumnjivim. Tijekom savjetovanja sa svojom ekipom, Tony prima poziv od šefa Tonyja Blundetta iz tvrtke za pranje posteljine, koji traži dopuštenje da otpusti Blundetta (Tony mu je ondje pronašao posao). Tony u ljutnji daje pristanak, a Christopher se dosjeti kako bi mogli iskoristiti Tonyja B. da ubiju Massaronea. Tony izgubi živce i kaže Chrisu kako Tony B. želi "igrati po zakonu". Dodaje kako je u svakom slučaju Jack Massarone za njega prošlost i odlazi. Silvio i Chris se pitaju da li taj komentar sugerira kako Tony želi ubiti Massaronea.
Tony postaje iznimno zabrinut, pogotovo nakon što je ugledao sliku Rat Packa koju mu je dao Massarone. Stavi je na zid, a zatim na postolje iznad kamina. Naziva Tonyja B. u tri ujutro kako bi pročavrljao i požalio se na rastavu, sve kako bi smirio svoju tjeskobu zbog slike. Konačno se slomi i odvozi se sa slikom. Na mostu, Tony je izbaci kroz prozor, u rijeku ispod mosta te se odvozi. Sljedećeg jutra agenti FBI-a pronalaze Massaronea u prtljažniku njegova auta, s rupom od metka u glavi i krpom iz golf kluba u ustima. Ostaje nepoznato tko ga je ubio i zašto. Mogla je to biti Tonyjeva ekipa djelujući po njegovoj potencijalnoj naredbi, ili im je on mogao dati izravnu naredbu, ili je to pak mogao biti sam Tony, kako bi se riješio svoje zabrinutosti. Čini se i kako se kod Massaronea nalaze iste one golf palice koje je Tony pregazio kad ih je Carmela izbacila na prilaz.
Adrianu u međuvremenu izjedaju krivnja i paranoja. Sve je potaknula Rosalie Aprile rekavši joj kako supruga "Big Pussyja" Bonpensiera Angie Bonpensiero više nije poželjna u njihovu društvu, jer vjeruju kako je Big Pussy ušao u program za zaštitu svjedoka. Ona ga osuđuje kao Judu. Adriana se rasplače, a Rosalie se zabrine zašto. Adriana kasnije zamalo ne priznaje ženama da je doušnica, ali odšuti i pobjegne u suzama. Izraz shvaćanja koji prelijeće preko Rosalieina lica sugerira da na temelju njihova razgovora sluti što je Adriana zapravo. Uzrujana Adriana otrči u mrak i padne na lice, ogrebavši ga. Odbije prvu pomoć koju joj žene nude i pobjegne u autu. 
Sljedećeg jutra, Adriana otkriva drugu stranu doušništva. Nakon što Tina Francesco (navodno njezina najbolja prijateljica) opet počne koketirati s Christopherom, Adriana pronalazi jedinstveno rješenje: kaže agentici Sanseverino da je Tina pronevjeriteljica.

## Glavni glumci
- James Gandolfini kao Tony Soprano
- Lorraine Bracco kao dr. Jennifer Melfi *
- Edie Falco kao Carmela Soprano
- Michael Imperioli kao Christopher Moltisanti
- Dominic Chianese kao Corrado Soprano, Jr.
- Steven Van Zandt kao Silvio Dante
- Tony Sirico kao Paulie Gualtieri
- Robert Iler kao A.J. Soprano
- Jamie-Lynn Sigler kao Meadow Soprano
- Aida Turturro kao Janice Soprano
- Drea de Matteo kao Adriana La Cerva,
- John Ventimiglia kao Artie Bucco
- Steve Schirripa kao Bobby Baccalieri
- Vince Curatola kao Johnny Sack
- Steve Buscemi kao Tony Blundetto

* samo potpis

### Gostujući glumci
| - Ray Abruzzo kao Little Carmine - Rae Allen kao Quintina Blundetto - Sharon Angela kao Rosalie Aprile - Kelly AuCoin kao agent Jim Ashe - Denise Borino kao Ginny Sacrimoni - David Copeland kao Joey Cogo - Nick Bosco kao Ken Wu - Carl Capotorto kao Little Paulie Germani - Dan Castleman kao tužitelj Castleman - David Copeland kao Joey Cogo - Miryam Coppersmith kao Sophia Baccalieri - Rosemarie Dana kao starica - Patti D'Arbanville kao Lorraine Calluzzo - Robert Desiderio kao Jack Massarone - Drummond Erskine kao ujak Zio - Vanessa Ferlito kao Tina Francesco - Frank Fortunato kao Jason Evanina - Renee Franca kao konobarica - Robert Funaro kao Eugene Pontecorvo - Joseph R. Gannascoli kao Vito Spatafore - Lola Glaudini kao agentica Deborah Ciccerone - Dan Grimaldi kao Patsy Parisi - Scott Johnsen kao policajac | - Marianne Leone kao Joanne Moltisanti - Tony Lip kao Carmine Lupertazzi - Robert Loggia kao Michele "Feech" La Manna - George Loros kao Raymond Curto - Richard Maldone kao Albert Barese - Anna Mancini kao Donna Parisi - Joe Maruzzo kao Joe Peeps - Angelo Massagli kao Bobby Baccalieri Jr. - Frank Pando kao agent Grasso - Frank Pellegrino kao Frank Cubitoso - Caroline Rossi kao Violet Lupertazzi - Lawrence J. Russo obiteljski prijatelj - Triney Sandoval kao agentica Reyes - Joe Santos kao Angelo Garepe - Joseph Scarpinito kao Pauliejev prijatelj - Matt Servitto kao agent Harris - Frank Vallelonga kao ožalošćeni #1 - Maureen Van Zandt kao Gabriella Dante - Vinny Vella kao Jimmy Petrille - Frank Vincent kao Phil Leotardo - John Viscardi kao agent Jeffries - Kai Wong kao sudionik zabave - Karen Young kao agentica Sanseverino |

## Prva pojavljivanja
- Lorraine Calluzzo: kamatarka iz obitelji Lupertazzi.
- Jason Evanina: partner Lorraine Calluzzo i "ljubav njezina života".
- Tony Blundetto (prvo fizičko pojavljivanje): Tonyjev rođak i suradnik obitelji Soprano koji je 1986. završio u zatvoru zbog otmice kamiona.
- Phil Leotardo (prvo fizičko pojavljivanje): kapetan u obitelji Lupertazzi i suradnik Johnnyja Sacka.

## Umrli
- Joseph "Joey" Cogo: ubijen prethodno u svađi oko isplate, čije posmrtne fotografije potvrđuje Adriana.
- Carmine Lupertazzi: umro od posljedica moždanog udara.
- Jack Massarone: ubijen zbog doušništva.

## Naslovna referenca
- Jack Massarone poklanja Tonyju sliku Franka Sinatre, Deana Martina i Sammyja Davisa, Jr., članova Rat Packa.
- Epizoda prikazuje Adrianu, Jacka Massaronea i Raymonda Curta kako rade kao FBI-evi doušnici. Takvi se doušnici često nazivaju "krticama" ili "štakorima" ("rats").
- Junior naziva skupinu oslobođenih osuđenika poznatih pod nazivom "Class of 2004" "Old rats on a new ship" ("Stari štakori na novom brodu").

## Glazba
- Tijekom odjavne špice svira "Undercover of the Night" The Rolling Stonesa.
- Obrada "Crying" Dona McLeana i "It Hurts to Be in Love" Genea Pitneyja sviraju u zalogajnici u prvoj sceni.
- U kafiću, prilikom sastanka između Adriane i agentice Saneverino, u pozadini se čuje "The Way It Is" sastava Bruce Hornsby and the Range.
- U pozadini scene s Adrianom, Christopherom i Tinom u Crazy Horseu svira "She Will Be Loved" sastava Maroon 5.

## Reference na druge medije
- Paulie citira Sun Cuovo Umijeće ratovanja, pogrešno izgovorivši ime autora kao Sun "T" Zu, ujedno zbunivši Tonyja B. sve dok ga Silvio ne ispravlja.
- U jednoj sceni, Tony gleda Points, posljednju epizodu miniserije Združena braća.
- Tijekom zabave dobrodošlice za Tonyja Blundetta, Artie upita Tonyja B., "Gdje je Tubbs?" To je referenca na seriju Poroci Miamija, u kojoj je Tubbsov partner, Crockett, nosio slično odijelo kao Tony B. te večeri. Tony Sirico, Steve Buscemi i Joe Santos, redom standardni članovi glumačke postave Obitelji Soprano tijekom ove sezone, pojavili su se u gostujućim ulogama u Porocima Miamija.

## Vanjske poveznice
- Rat Pack u internetskoj bazi filmova IMDb-a